# Krîvotîn, Iemilciîne
Krîvotîn (în ucraineană Кривотин) este localitatea de reședință a comunei Krîvotîn din raionul Iemilciîne, regiunea Jîtomîr, Ucraina.

## Demografie
Componența lingvistică a localității Krîvotîn
     Ucraineană (99,06%)
     Alte limbi (0,94%)
Conform recensământului din 2001, majoritatea populației localității Krîvotîn era vorbitoare de ucraineană (99,06%), existând în minoritate și vorbitori de alte limbi.